# Melrose (Cheyney, Pensilvania)
"Melrose", también conocida como la Casa del Viejo Presidente, es una casa histórica que se encuentra en el campus de la Universidad Cheyney de Pensilvania en Cheyney, condado de Delaware, Pensilvania.

## Historia y características arquitectónicas
Esta estructura histórica es una residencia de piedra vernácula. Tiene tres secciones: la sección original que se construyó antes de 1785, una adición de tres bahías que se construyó en 1807 y una adición de dos bahías que se construyó alrededor de 1850. La granja de 122 acres en la que la casa servía como residencia principal se convirtió en la base del campus de la Universidad Cheyney de Pensilvania. Sirvió como residencia presidencial desde 1903 hasta 1968.La casa fue añadida al Registro Nacional de Lugares Históricos en 1986.